# John Entenza
John Dymock Entenza (* 1905 in Calumet; † 27. April 1984 in La Jolla) war ein amerikanischer Journalist und Verleger. Er war maßgeblich an der Verbreitung der Modernen Architektur in den Vereinigten Staaten beteiligt.

## Leben
1938 ging John D. Entenza als Redakteur zur Zeitschrift California Arts & Architecture mit Sitz in Los Angeles. Bis 1943 hatte er die Zeitschrift übernommen und in Arts & Architecture umbenannt. Mit der Zeitschrift legte er das Case-Study-Houses-Programm auf, bei dem mehrere Vertreter der Modernen Architekten mit dem Entwurf und dem Bau von Gebäuden beauftragt waren. Zu den Bauten gehörte auch John Entenzas Privathaus, das Entenza House (Case Study House Nr. 9), in Pacific Palisades. Er wählte Eero Saarinen und Charles Eames, der auf dem gleichen Grundstück sein Eames House baute, als Architekten aus. Bis 1962 war Entenza bei Arts & Architecture, dann verkaufte er die  Zeitschrift. Von 1960 bis 1971 war er der Direktor der Graham Foundation for Advanced Studies in the Fine Arts in Chicago.